# Machine Gun Kelly
Colson Baker (Houston, 22 de abril de 1990), mais conhecido como Machine Gun Kelly ou MGK, é um rapper, cantor, compositor, músico, produtor e ator norte-americano. O álbum de estreia de Baker, Lace Up, foi lançado em 2012 e foi seguido por quatro subsequentes lançamentos de estúdio. Como ator, Baker fez sua estreia no cinema no drama romântico de 2014 Beyond the Lights. Ele também apareceu em vários outros filmes e teve um papel recorrente na série Roadies, do canal Showtime em 2016.
Ele embarcou na carreira musical ainda adolescente, lançando uma mixtape em 2006. Ele lançou mais quatro mixtapes. Baker então assinou contrato com a Bad Boy Records e Interscope Records em 2011. Seu álbum de estreia, Lace Up, foi lançado em outubro de 2012, e teve uma resposta positiva dos críticos. O álbum contém os singles " Wild Boy", "Invincible", "Stereo", e "Hold On (Shut Up)", e estreou em quarto lugar na parada musical da Billboard 200; mais tarde foi confirmado que vendeu mais de 178.000 cópias.
No início de 2015, ele lançou os singles "Till I Die" e "A Little More" para seu segundo álbum de estúdio, General Admission, que foi lançado em Outubro de 2015 e estreou na quarta posição nos EUA. O álbum incorporou tons mais sombrios e narrativos, com elementos de rap rock e R&B também. Seu terceiro álbum de estúdio, Bloom, foi lançado em 12 de maio de 2017, precedido pelo single Bad Things em parceria com a cantora cubano-americana Camila Cabello, alcançando o 4º lugar na  Billboard Hot 100 e se tornando seu single de maior sucesso. Seu quarto álbum de estúdio, Hotel Diablo, foi lançado em 5 de Julho de 2019 e contou com três singles: "Hollywood Whore", "El Diablo", e "I Think I'm Okay" (apresentando Travis Barker e Yungblud). Ele lançou seu quinto álbum de estúdio Tickets to My Downfall em 25 de Setembro de 2020, o álbum marcou um desvio do rap em favor de um estilo mais pop punk.

## Vida e carreira

### 1990–2009: Infância e início de carreia
Colson Baker nasceu em 22 de Abril de 1990, em Houston, filho de pais missionários. Baker e sua família se mudaram para alguns lugares do mundo e moraram em residências no exterior, do Egito para a Alemanha, bem como em cidades dos Estados Unidos, em Chicago, Denver e Cleveland. Ele se estabeleceu em Denver, junto com seu pai, depois que sua mãe saiu de casa, e os dois foram morar com uma tia de Baker. Após seu pai sofrer de depressão e desemprego, Baker sofreu bullying de outras crianças da vizinhança. Ele começou a ouvir rap na sexta série, quando frequentou a escola Hamilton Middle School, uma escola com um corpo estudantil etnicamente diverso em Denver, Colorado. Os três primeiros rappers que o chamaram a atenção no gênero de hip hop quando criança foram Ludacris, Eminem e DMX, com Baker ganhando interesse no gênero depois de ouvir "We Right Here" do álbum do DMX The Great Depression (2001).
Após a partida de seu pai, Baker parou de frequentar a escola e começou a fazer seu nome chamando colegas de classe mais velhos. Em 2005, seu pai voltou para levá-lo ao Kuwait antes que os dois fossem forçados a voltar para os Estados Unidos, para Cleveland, onde Baker estudou na Shaker Heights High School. Enquanto frequentava a Shaker Heights High, ele convenceu o dono de uma loja de camisetas local a se tornar seu gerente, já que o dono da loja atuaria com o gerenciamento de MCs. Dado o nome artístico de Machine Gun Kelly por seus fãs devido à sua habilidade de rimar rapidamente, ele lançou a mixtape Stamp of Approval (2006). O lançamento da mixtape permitiu que sua reputação e perfil crescessem, o que o permitiu a começar a se apresentar em locais de Cleveland.
Em março de 2009, quando estava prestes a ser despejado de sua casa, Baker viajou para o Apollo Theater, no Harlem, onde obteve vitórias consecutivas, tornando-se o primeiro rapper a vencer no Apollo Theater. Ele gravou músicas em seu estúdio caseiro, que ele chamava de "Rage Cage", e começou a ganhar visibilidade quando apareceu no programa Sucker Free Freestyle da MTV2, onde fez o freestyle de vários versos de seu single "Chip off the Block". Em fevereiro de 2010, ele lançou sua segunda mixtape 100 Words and Running, de onde derivou seu bordão, "Lace Up", que começou como um interlúdio da mixtape, antes de se tornar uma referência proeminente em sua música. Apesar de sua popularidade crescente, Baker se viu trabalhando na "Chipotle Mexican Gril" para pagar seu aluguel, além de ser expulso de casa por seu pai após terminar o colegial. Baker logo também se tornou pai.

### 2009–2012: Contrato de gravação eLace Up

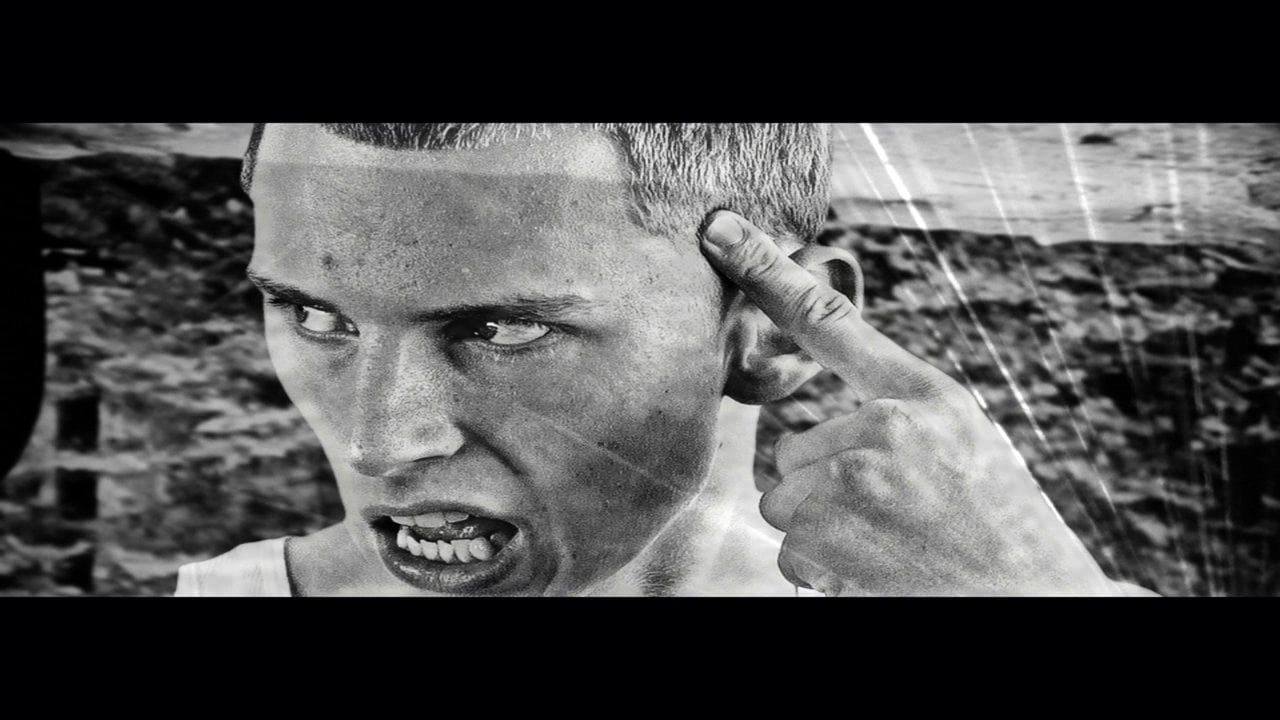
Videoclipe de MGK, "Alice in Wonderland", 2010

Em maio de 2010, ele fez sua estreia nacional com o single "Alice in Wonderland", que foi lançada no iTunes e que teve também um videoclipe junto com a música. Que foi lançada pela Block Starz Music. O single rendeu a Baker o prêmio de "Best Midwest Artist" no Underground Music Awards de 2010 e seu clipe "Alice in Wonderland" ganhou o prêmio de "Best Music Video" no Ohio Hip-Hop Awardsde 2010. Ele lançou sua segunda mixtape em novembro de 2010, intitulada Lace Up, que apresentou o hino da cidade natal "Cleveland", que foi então tocada nos jogos caseiros do Cleveland Cavaliers e que passou a tocar na Z107.9 em Cleveland. A mixtape foi gravada em três meses em 2010 durante um estouro criativo de Baker. Após o lançamento da mixtape, ele foi destaque na revista XXL em 2011. Ele então apareceu na canção "Inhale" do rapper Juicy J, que também contou com Steve-O, da série de televisão Jackass, no videoclipe.
Em março de 2011, Baker participou de seu primeiro evento SXSW em Austin, Texas, e no evento, ele foi abordado por Sean Combs, que ofereceu a Baker um contrato com a gravadora Bad Boy Records, que está associada e tem seu conteúdo distribuído pela Interscope. Antes do contrato, ele participou da canção "Finally Home" do rapper XV. Após assinar com a Bad Boy, Baker lançou o videoclipe da música "Wild Boy", que teve participação do rapper Waka Flocka Flame e que foi produzida por GB Hitz. A dupla apareceu no programa 106 & Park, da emissora BET, para promover o single. Em meados de 2011, Baker assinou um contrato com a marca Young and Reckless Clothing. Seu primeiro EP Half Naked & Almost Famous foi lançado em 20 de março de 2012, e estreou em 46º lugar na Billboard 200 com 8.500 cópias vendidas na primeira semana. Em agosto de 2012, tinha vendido 36.500 cópias.
Baker anunciou que seu álbum de estreia se chamaria Lace Up, e teria seu lançamento previsto para 9 de Outubro de 2012. "Wild Boy" serviu como single principal para o álbum e a canção atingiu a 98º posição na Billboard Hot 100 nos EUA. Logo foi certificada como Ouro pela RIAA. A canção "Invincible" foi lançada no iTunes em 16 de Dezembro de 2011, com participação da co-escritora e cantora Ester Dean, como o segundo single do álbum. A música é apresentada em um comercial para o HTC ReZound bem como a música tema oficial da WrestleMania XXVIII. WWE também usou a música para destacar John Cena em sua luta no evento, com Baker também se apresentando na WrestleMania antes do evento principal. "Invincible" também é atualmente o tema do Thursday Night Football do canal NFL. A WWE também usou a canção "All We Have" para destacar John Cena em sua revanche contra o The Rock no evento do próximo ano. Em 14 de dezembro de 2011, Baker foi nomeado o Hottest Breakthrough MC of 2011 pela MTV. Em 18 de março de 2012, Baker ganhou o prêmio da MTVu Breaking Woodie antes de ser destaque na capa da revista XXL como parte de sua lista anual "Top 10 Freshmen list" junto com outros rappers Macklemore, French Montana, Hopsin, Danny Brown, Iggy Azalea, Roscoe Dash, Future, Don Trip e Kid Ink. Em 13 de Agosto de 2012, Baker lançou por conta própria uma mixtape intitulada EST 4 Life, que continha material antigo e gravado recentemente.
Lace Up foi lançado em 9 de Outubro de 2012. O álbum contou com participações especiais de Bun B,  Cassie, DMX, Ester Dean, Lil Jon, Tech N9ne, Twista, Waka Flocka Flame, Young Jeezy e Dub-O. O álbum estreou em 4º lugar na  Billboard 200, com o total de 57.000 cópias vendidas na primeira semana. Na segunda semana ele caiu para a posição 22, totalizando 65.000 cópias vendidas. Em setembro de 2015, o álbum vendeu 263.000 cópias.

### 2012–2013:Black Flag
No início de 2012, Baker anunciou que lançaria uma nova mixtape. Pusha T e Meek Mill foram os primeiros artistas a participar da mixtape, ambos aparecendo na faixa "Pe$o". Baker também anunciou que Wiz Khalifa fará parte da mixtape. Em 18 de fevereiro de 2013, Baker anunciou o nome da mixtape como Black Flag e revelou a capa da mixtape. Ele também lançou um videoclipe para "Champions", que conta com Diddy e que possui um sample da música "We are the Champions", do grupo The Diplomats, já que o lançamento do videoclipe serviu como um vídeo promocional para Black Flag. Em 26 de Junho, Baker lançou "Black Flag" sem anúncio prévio. A mixtape também contou com participações de French Montana, Kellin Quinn, Dub-O, Sean McGee e Tezo. Em 4 de junho de 2013, Baker postou uma foto de uma carta em suas contas de mídia social que dizia: 
 Este projeto é dedicado ao amor, porque por toda a minha vida ele foi tirado de mim. Certo, quando eu ganhei, eu o empurrei de volta. Eu não pude lidar com isso. Isso foi até que eu experimentei a perda do amor pelo que eu mais amo fazer: música. Essa era a única coisa pela qual valia a pena lutar, ainda mais - então pelo [doente] amor do meu pai. Eu encontrei esse amor novamente. E planejo nunca me render. Encontre o que você ama e lute!! Black Flag.

### 2014–2016:General Admission

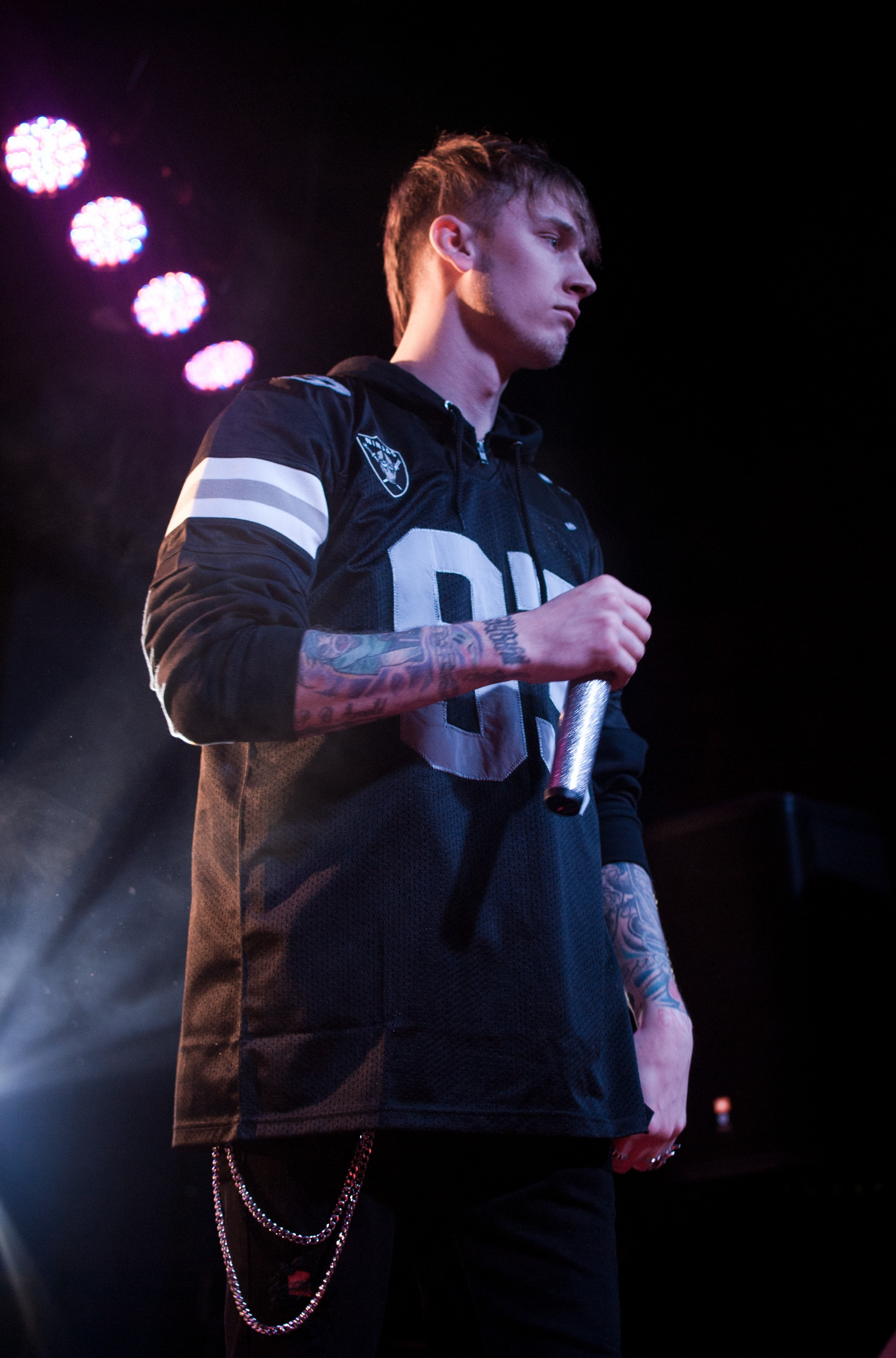
MGK se apresentando em Pittsburgh em março de 2013

Após o lançamento de Black Flag, surgiram rumores de que Baker havia começado a trabalhar em seu segundo álbum de estúdio. Em janeiro de 2014, ele confirmou que estava trabalhando nos estágios iniciais do álbum, com 2015 sendo o ano previsto para o lançamento. Em 5 de Janeiro de 2015, Baker lançou a música "Till I Die", que foi lançada com um videoclipe em sua conta da VEVO. Meses depois, um remix de "Till I Die" com o grupo de hip-hop Bone Thugs-n-Harmony foi confirmado e lançado em 5 de Junho de 2015. A música foi lançada pela WorldStarHipHop e teve participações de French Montana, Yo Gotti e Ray Cash. Em 18 de maio de 2015, o videoclipe de outra música, intitulada "A Little More", foi lançado, com o single tendo participação da cantora Victoria Monét. Baker logo teve uma entrevista com a MTV, descrevendo o motivo pelo qual ele escreveu "A Little More". Declarando na entrevista: "As pessoas sempre me procuravam depois do primeiro álbum e muitos dos meus amigos em casa disseram que 'precisávamos de algo para as ruas' e então eu fiz Till I Die. Meses depois, quando eu olho para o vídeo [de Till I Die] eu [fico] tipo 'Ok, ele está na prisão, ele foi baleado, ele está morto, ele delatou' e eu chego ao ponto de pensar que isso é triste e eu escrevi a música para descrever como vejo o mundo como uma pessoa muito madura". Ele também atualizou o status de seu segundo álbum de estúdio, dizendo que o álbum está concluído e afirmando que o álbum seria "mais lírico e [seria] estilisticamente [influenciado] por hip-hop, mas musicalmente, e sonoramente, [conteria] mais instrumentação ao vivo."
Seguindo a afiliação anterior de Baker com a empresa, ele fez um retorno ao WWE Raw em 15 de junho de 2015, em um episódio de show. O show foi apresentado na cidade natal de Baker, Cleveland, e Baker apareceu como um convidado no show, performando "Till I Die" e "A Little More". Quando ele terminou de se apresentar, ele foi atacado pelo lutador da WWE Kevin Owens em um enredo. O ataque foi devido à conexão anterior de Baker com o rival de Owens, John Cena. Baker logo anunciou uma turnê nacional que começaria no verão de 2015, viajando pelos Estados Unidos do início de julho ao início de setembro, com 31 datas planejadas ao longo de dois meses.
Em 25 de Junho, Baker lançou o título de seu segundo álbum como General Admission, com lançamento previsto para o final de Setembro de 2015. Em 23 de Julho de 2015, Baker lançou Fuck It, uma mixtape de 10 faixas contendo músicas que não fariam parte do álbum General Admission. A mixtape foi supostamente lançada por Baker independentemente, por conta do atraso que a gravadora Bad Boy estava tendo com o lançamento de General Admission. Em 10 de setembro de 2015, Baker anunciou a data de lançamento e a arte do álbum General Admission, informando que o álbum seria lançado em 16 de Outubro daquele ano. General Admission foi lançado na data descrita, e estreou em 4º lugar na Billboard 200, com o total de vendas da primeira semana sendo de 56.000 unidades; vendeu 49.000 cópias em sua primeira semana, com o restante de seu total de unidades refletindo a atividade de streaming do álbum e as vendas das canções. O álbum também estreou em primeiro lugar no Top R&B/Hip-Hop Albums da Billboard.

### 2016–2018:BloomeBinge

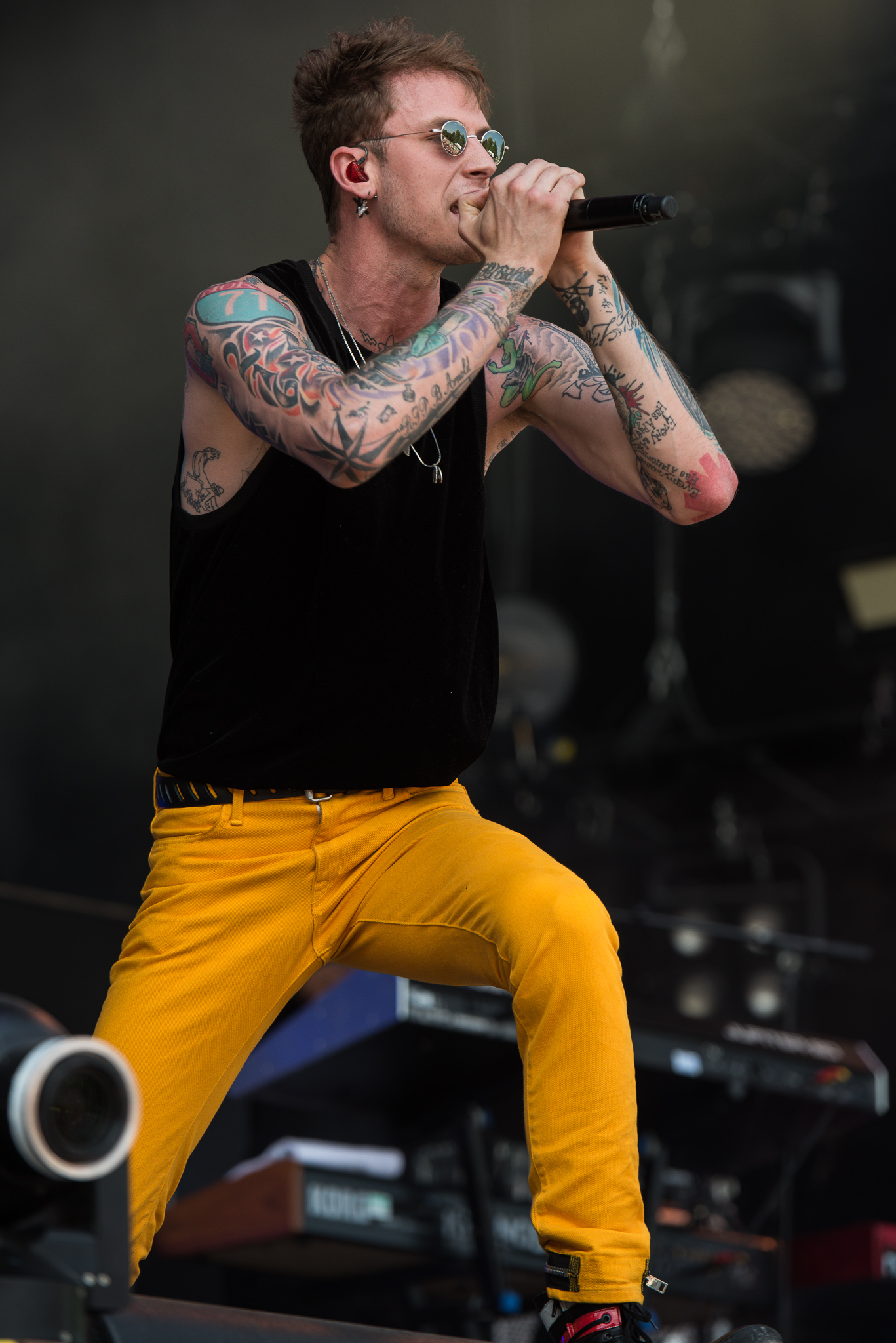
Baker se apresentando na RiP em 2019

Em fevereiro, Baker apareceu no Fastlane, que foi apresentado na Quicken Loans Arena no centro de Cleveland. Baker lançou "Bad Things" no final de 2016, um single em conjunto com a cantora Camila Cabello, que alcançou a 4ª posição na Billboard Hot 100 dos EUA.
Baker faria a abertura da turnê norte-americana do Linkin Park, One More Light Tour, antes que a turnê fosse cancelada devido ao suicídio do vocalista do Linkin Park Chester Bennington. Baker posteriormente prestaria homenagem a Bennington lançando um cover acústico da música do Linkin Park "Numb".
Em 3 de Setembro de 2018, Baker lançou a música "Rap Devil". A música foi uma resposta à diss de Eminem, "Not Alike", de seu álbum Kamikaze. Fazendo uma paródia com o single "Rap God" do próprio Eminem, a faixa acusa Eminem de tentar colocar de lado a carreira de Baker após um comentário que Baker fez em 2012 sobre a filha adolescente de Eminem, Hailie. Baker declarou publicamente em sua conta no Twitter que na faixa de resposta ele estava "defendendo não apenas eu mesmo, mas minha geração. [Estou] fazendo a mesma merda que você fazia na sua época." "Rap Devil" liderou o iTunes em 10 de Setembro de 2018.
Em 14 de setembro de 2018, Eminem respondeu a "Rap Devil" com sua própria diss, "Killshot".
Em 21 de Setembro de 2018, Baker lançou o EP Binge, que teve na primeira semana as vendas foram de 21.519 unidades e estreou em 24ª na Billboard 200.

### 2019–presente:Hotel Diablo,Tickets to My DownfalleMainstream Sellout
Em Abril de 2019, a Billboard relatou que o próximo álbum de Baker seria intitulado Hotel Diablo. O primeiro single, "Hollywood Whore", foi lançado em 17 de maio de 2019. O segundo single, "El Diablo", foi lançado em 31 de maio de 2019. Em 7 de Junho de 2019, Baker lançou o terceiro single, "I Think I'm Okay", com participação de Yungblud e Travis Barker. Hotel Diablo foi lançado em 5 de Julho de 2019.
Em 9 de Julho de 2019, ele lançou o videoclipe oficial de "Candy" com a participação de Trippie Redd.
Ele lançou o single final, "Glass House" com participação de Naomi Wild no mesmo dia. O álbum estreou em 5º lugar na Billboard 200, tornando-se seu quarto álbum a estar entre as dez primeiras posições.
Em dezembro de 2019, Baker começou a falar sobre um projeto com a produção de Travis Barker, e mais tarde foi revelado que o álbum teria um tema pop punk. Em 14 de Janeiro de 2020, Baker anunciou o título do projeto como Tickets to My Downfall, com lançamento previsto para 25 de Setembro de 2020. Três singles foram lançados antes do lançamento do álbum - "Bloody Valentine", "Concert for Aliens" e "My Ex's Best Friend".
Também em agosto de 2020, Baker abriu sua própria cafeteria chamada 27 Club Coffee em sua cidade natal, Cleveland, Ohio.

## Carreira de ator
Baker fez sua estreia no cinema em Beyond the Lights (2014), um drama romântico no qual interpretou um rapper "superficial e presunçoso" chamado Kid Culprit. Em 2016, ele participou de mais quatro filmes de vários gêneros, incluindo The Land, um drama ambientado em Cleveland produzido por seu colega rapper Nas. No mesmo ano, ele teve um papel recorrente na série de drama/comédia Roadies, como Wes, um ex-roadie do Pearl Jam. Ele interpretou Felix no filme da Netflix Bird Box (2018), e interpretou o baterista Tommy Lee em The Dirt, um drama da Netflix de 2019 sobre a banda Mötley Crüe. Seu filme lançado mais recentemente é Big Time Adolescence, que estreou no Festival de Cinema de Sundance em 2019. Baker também participou de dois episódios do Wild 'n Out da MTV em 2013 e 2017.

## Vida pessoal
Baker tem uma filha nascida em 2009.
Baker fala abertamente sobre o uso de cannabis e afirmou em muitas entrevistas que fuma diariamente, descrevendo-o como uma "fonte de felicidade e uma maneira para as pessoas poderem sentir um pouco mais de amor [por direito próprio]". Ele frequentemente faz referências à cannabis em letras de suas músicas, tornando-a uma vanguarda tanto de seu rap quanto de seu caráter pessoal.
Baker cita DMX e Eminem como influências musicais, bem como ouvir ter ouvido bandas de rock como Guns N 'Roses e Blink-182 durante sua juventude. Baker cita os últimos artistas de rap e rock como grandes influências musicais. Em uma entrevista discutindo sua colaboração com DMX, Baker chamou o rapper de seu ídolo. Ele também afirmou que a música de DMX o ajudou em seus problemas enquanto crescia, especialmente quando sofria bullying.
Em relação à sua filosofia política, Baker se identifica como um anarquista.
Desde Junho de 2020, ele está namorando a atriz Megan Fox.
No dia 9 de junho de 2022, entrou em uma polêmica ao ser visto usando um brinco de seringa contendo sangue e com uma pedra na ponta na estreia do filme Taurus, durante o Festival de Tribeca. Em fevereiro de 2021, ele já havia afirmado que usava um colar onde o pingente continha o sangue de Megan Fox. Em janeiro de 2022, durante o anúncio de seu noivado, já haviam admitido que bebiam sangue um do outro. Também, a atriz já afirmou em abril para a revista Glamour que eles bebiam ocasionalmente algumas gotas de sangue um do outro em rituais.

## Discografia
Álbuns de estúdio
- Lace Up (2012)
- General Admission (2015)
- Bloom (2017)
- Hotel Diablo (2019)
- Tickets to My Downfall (2020)[61]
- Mainstream Sellout (2022)

## Filmografia

### Cinema
| Ano  | Título                           | Papel                                | Notas        |
| ---- | -------------------------------- | ------------------------------------ | ------------ |
| 2014 | Beyond the Lights                | Kid Culprit                          |              |
| 2016 | Punk's Dead: SLC Punk 2          | Crash                                |              |
| 2016 | Nerve                            | Ty                                   |              |
| 2016 | Viral                            | CJ                                   |              |
| 2016 | The Land                         | Slick                                |              |
| 2018 | Bird Box                         | Felix                                |              |
| 2019 | Big Time Adolescence             | Nick                                 |              |
| 2019 | Captive State                    | Jurgis                               |              |
| 2019 | The Dirt                         | Tommy Lee                            |              |
| 2020 | Ray Jr's Rent Due                | Ele mesmo                            |              |
| 2020 | The King of Staten Island        | Proprietário de uma Loja de Tatuagem |              |
| 2020 | Project Power                    | Newt                                 |              |
| 2021 | Downfalls High                   | Narrador                             |              |
| 2021 | Midnight in the Switchgrass      | Calvin                               |              |
| 2021 | The Last Son                     | Cal / Lionel                         |              |
| 2022 | Good Mourning                    | London                               |              |
| 2022 | Machine Gun Kelly's Life in Pink | Ele mesmo                            | Documentário |
| 2022 | One Way                          | Freddy Sullivan / Alfredo            |              |
| 2024 | Jackpot!                         | Ele mesmo                            |              |

### Televisão
| Ano  | Título  | Papel     | Notas                       |
| ---- | ------- | --------- | --------------------------- |
| 2016 | Roadies | Wesley    | 10 episódios                |
| 2023 | Bupkis  | Ele mesmo | Episódio: "Show Me the Way" |
| 2023 | Dave    | Ele mesmo | Episódio: "Met Gala"        |

## Prêmios e indicações

### American Music Awards
| Ano  | Trabalho nomeado   | Categoria                | Resultado | Ref(s) |
| ---- | ------------------ | ------------------------ | --------- | ------ |
| 2022 | Machine Gun Kelly  | Artista de Rock Favorito | Venceu    | [ 62 ] |
| 2022 | Mainstream Sellout | Álbum de Rock Favorito   | Indicado  | [ 62 ] |

### Billboard Music Awards
| Ano  | Trabalho nomeado                               | Categoria             | Resultado | Ref(s) |
| ---- | ---------------------------------------------- | --------------------- | --------- | ------ |
| 2017 | "Bad Things" (compartilhado c/ Camila Cabello) | Top Rap Collaboration | Indicado  | [ 63 ] |

### iHeartRadio Music Awards
| Ano  | Trabalho nomeado                            | Categoria       | Resultado | Ref(s) |
| ---- | ------------------------------------------- | --------------- | --------- | ------ |
| 2018 | "Say You Won't Let Go" (com Camila Cabello) | Best Cover Song | Indicado  | [ 64 ] |

### MTV Europe Music Award
| Ano  | Trabalho Nomeado  | Categoria                    | Resultado | Ref(s) |
| ---- | ----------------- | ---------------------------- | --------- | ------ |
| 2012 | Machine Gun Kelly | US Artist About To Go Global | Venceu    | [ 65 ] |

### MtvU Woodie Awards
| Ano  | Trabalho Nomeado  | Categoria          | Resultado | Ref(s) |
| ---- | ----------------- | ------------------ | --------- | ------ |
| 2012 | Machine Gun Kelly | Breaking Woodie    | Venceu    | [ 66 ] |
| 2013 | Machine Gun Kelly | Woodie of the Year | Venceu    | [ 67 ] |

### Ohio Hip Hop Awards
| Ano  | Trabalho Nomeado                     | Categoria                   | Resultado | Ref(s) |
| ---- | ------------------------------------ | --------------------------- | --------- | ------ |
| 2009 | Machine Gun Kelly                    | Best Live Performer         | Venceu    | [ 68 ] |
| 2010 | Machine Gun Kelly                    | Best Live Performer         | Venceu    | [ 69 ] |
| 2010 | "Alice in Wonderland"                | Best Music Video            | Venceu    | [ 69 ] |
| 2011 | Machine Gun Kelly                    | Best Mixtape Artist         | Venceu    | [ 70 ] |
| 2011 | "Lace Up"                            | Best Mixtape                | Venceu    | [ 70 ] |
| 2011 | Machine Gun Kelly                    | Best Male Artist            | Venceu    | [ 70 ] |
| 2011 | "Cleveland" (com Dubo)               | Video of the Year           | Venceu    | [ 70 ] |
| 2012 | Machine Gun Kelly                    | Best National Artist        | Venceu    | [ 71 ] |
| 2012 | "Rage Pack"                          | Best National Mixtape/Album | Indicado  | [ 71 ] |
| 2012 | "Police" (com Pooh Gutta)            | Best Collaboration          | Venceu    | [ 71 ] |
| 2014 | Machine Gun Kelly                    | National Noise Maker        | Venceu    | [ 72 ] |
| 2014 | "Mind of a Stoner" (com Wiz Khalifa) | Best National Music Video   | Venceu    | [ 72 ] |
| 2014 | "Breaking News"                      | Best National Music Video   | Indicado  | [ 72 ] |
| 2014 | "Mind of a Stoner" (com Wiz Khalifa) | Best National Collaboration | Venceu    | [ 72 ] |

### Radio Disney Music Awards
| Ano  | Trabalho nomeado                  | Categoria          | Resultado | Ref(s) |
| ---- | --------------------------------- | ------------------ | --------- | ------ |
| 2017 | "Bad Things" (com Camila Cabello) | Best Collaboration | Venceu    | [ 73 ] |

### MTV Video Music Awards
| Ano  | Trabalho nomeado                   | Categoria        | Resultado | Ref(s) |
| ---- | ---------------------------------- | ---------------- | --------- | ------ |
| 2020 | "Bloody Valentine"                 | Best Alternative | Venceu    | [ 73 ] |
| 2021 | "My Ex Best Friend feat Blackbear" | Best Alternative | Venceu    | [ 74 ] |